# 560
| [ Edytuj tabelę ]          |                                           |
| Król Bernicji              | - 559 Glappa 560 - 560 Adda 568           |
| Cesarz Bizancjum           | - 527 Justynian I Wielki 565              |
| Król Essexu                | - 527 Aescwine 587                        |
| Król Franków               | - 511 Chlotar I 561                       |
| Cesarz Japonii             | - 539 Kinmei 571                          |
| Król Kentu                 | - 522 Eormenric 560 - 560 Ethelbert I 616 |
| Patriarcha Konstantynopola | - 552 Eutychiusz 565                      |
| Władca Korei               | - 559 P’yŏngwŏn 590                       |
| Król Longobardów           | - 546 Audoin 565                          |
| Król Mercji                | - 501 Cnebba (?) 566                      |
| Papież                     | - 556 Pelagiusz I 561                     |
| Król Persji                | - 531 Chosrow I 579                       |
| Król Wessexu               | - 560 Ceawlin 592                         |
| Król Wizygotów             | - 554 Atanagild 567                       |

Rok 560 / DLX
stulecia: V wiek ~
VI wiek ~
VII wiek

lata: 550 «
555 «
556 «
557 «
558 «
559 «
560
» 561
» 562
» 563
» 564
» 565
» 570

## Wydarzenia
- Sasanidzi i Turcy zniszczyli państwo Heftalitów (Białych Hunów) i podzielili między siebie ich ziemie (data sporna lub przybliżona).
- Synod w Bradze.

## Urodzili się
- Izydor z Sewilli, arcybiskup Sewilli, doktor Kościoła, święty (zm. 636)